# .kp
Pour les articles homonymes, voir KP.
.kp est le domaine de premier niveau national réservé pour la Corée du Nord.
L'administration du domaine .kp était déléguée au Korea Computer Center par le conseil d'administration d'ICANN le 11 septembre 2007 mais .kp n'est pas encore entré en fonction chez l'IANA.

## Utilisation
En 2010, il y avait un nombre croissant de sites web dans le domaine .kp. Beaucoup de ces sites sont hébergés par KCC Europe en Allemagne. Quelques-uns des sites dans ce domaine sont :
- Le portail officiel du gouvernement nord-coréen Naenara sur naenara.com.kp
- Le site du Comité des relations culturelles avec les Pays Étrangers sur friend.com.kp
- Le site Web du Fonds de l'éducation de la Corée sur koredufund.org.kp
- Le site Web de l'agence de presse centrale coréenne sur kcna.kp
- Le site de l'édition numérique du journal Rodong Sinmun sur rodong.rep.kp
- Le site de la compagnie aérienne nord-coréenne Air Koryo sur airkoryo.com.kp

Depuis le 9 décembre 2010, l'URL du domaine de premier niveau pour les services d'enregistrement, kccpe.kp, est indisponible.

## Liste de domaines existante et accessible de l'extérieur
Depuis 2017, au moins neuf domaines de premier niveau .kp et plus de 30 domaines sont accessibles sur Internet mondial. Ce sont les suivants, :
- airkoryo.com.kp
- cooks.org.kp
- dprkportal.kp
- friend.com.kp
- gnu.rep.kp
- kass.org.kp
- kcna.kp
- kiyctc.com.kp
- knic.com.kp
- kptc.kp
- ksf.com.kp
- korart.sca.kp
- korean-books.com.kp[5]
- koredufund.org.kp
- korelcfund.org.kp
- korfilm.com.kp
- kut.edu.kp[6]
- lrit-dc.star.net.kp
- ma.gov.kp
- manmulsang.com.kp[7]
- masikryong.com.kp
- mediaryugyong.com.kp
- mfa.gov.kp[8]
- naenara.com.kp
- nta.gov.kp
- portal.net.kp
- pyongyangtimes.com.kp[9]
- rcc.net.kp
- rep.kp
- rodong.rep.kp
- ryongnamsan.edu.kp
- sdprk.org.kp
- silibank.net.kp
- star-co.net.kp
- star-di.net.kp
- star.co.kp
- star.edu.kp
- star.net.kp
- tourismdprk.gov.kp[10]
- vok.rep.kp
- youth.rep.kp

Certaines adresses .kp sont utilisées uniquement par l'intranet nord-coréen.